# Homalopsinus
Homalopsinus es un género de gorgojos de la familia Attelabidae. En 1925 Voss describió el género. Esta es la lista de especies que lo componen:
- Homalopsinus bituberculatipennis (Hesse, 1929)
- Homalopsinus humerosus (Fahraeus, 1871)
- Homalopsinus hustachei Legalov, 2007
- Homalopsinus longiceps (Hustache, 1939)
- Homalopsinus muhezensis Legalov, 2007
- Homalopsinus usambaricus (Voss, 1925)
- Homalopsinus verrucifer (Jekel, 1860)